# Fortunato de Almeida
Fortunato de Almeida Pereira de Andrade (Coimbra, 15 de Abril de 1869 — Vilar Seco, 27 de Setembro de 1933), mais conhecido por Fortunato de Almeida, foi um distinto professor liceal e historiador, autor de uma História de Portugal em seis volumes (ed. do autor, Coimbra, 1922-1929; reeditada em três volumes pela Editorial Bertrand, Lisboa, 2003-2005) e ainda da monumental História da Igreja em Portugal, estudo ímpar sobre a vida eclesiástica em Portugal.

## Biografia
Fortunato de Almeida dedicou toda a sua vida ao estudo e ao ensino, deixando uma obra que evidencia o seu trabalho de professor e de investigador da história de Portugal. Ao longo da sua vida publicou uma valiosa obra historiográfica, continuando o trabalho de Alexandre Herculano e de Henrique da Gama Barros.
Na obra A História da Igreja em Portugal (1910-1928), Fortunato de Almeida reuniu e sintetizou uma variada informação bibliográfica, colhida em diferentes fontes documentais, demonstrando o seu poder de síntese e capacidade de interpretação histórica.
A sua outra obra mais marcante, A História de Portugal (1922-1929) é uma obra monumental, de imenso labor e investigação, tanto mais extraordinária por ser uma obra individual. Nela o autor historia o desenvolvimento de Portugal desde a Lusitânia pré-histórica até ao reinado de D. Manuel II.
Fortunato de Almeida publicou ainda mútiplos artigos e vários manuais escolares. Entre os seus estudos merecem nota: O Infante de Sagres, A Questão Social e História das Instituições em Portugal.
Fortunato de Almeida ocupou um lugar de relevo nos estudos históricos, geográficos, literários, políticos e religiosos da última década do século XIX e nas três primeiras do século XX, como é realçado no Dicionário da História de Portugal, onde se reconhece que o historiador «consagrou toda a sua vida ao estudo e ao ensino, legando-nos uma obra copiosa que atesta o seu trabalho de mestre e investigador».
Encontra-se colaboração da sua autoria na Revista de História (1912-1928) e na revista católica Lusitânia (1914).
A cidade de Coimbra recorda o historiador na toponímia de uma das suas artérias e na casa onde viveu, no n.º 126 da Rua Antero de Quental, foi homenageado com o descerramento de uma placa alusiva. Fortunato de Almeida é o patrono de um dos agrupamentos de escolas de Nelas.